# Rutgerus Rescius
Rutgerus Rescius, de son vrai nom Rutger Ressen, parfois surnommé Dryopolitanus, est un humaniste de la Renaissance des anciens Pays-Bas, professeur de grec et libraire-imprimeur à Louvain, né à Maaseik, à la fin du XVe siècle, mort à Louvain le 2 octobre 1545.

## Biographie
Il fit des études à l'Université de Paris, y apprit le grec à l'école de Jérôme Aléandre et y fut promu bachelier ès arts pendant le semestre d'hiver 1513/14. Puis il enseigna brièvement à Alkmaar, avant de s'inscrire en droit à l'Université de Louvain le 4 octobre 1515. Peu après, il entra au service du libraire-imprimeur Thierry Martens comme correcteur de grec, et vécut en pension chez lui. C'est à cette époque qu'il fit la connaissance d'Érasme, qui séjourna à Louvain à partir de juillet 1517, y travaillant à la fondation du Collegium Trilingue. En septembre 1518, Rutgerus Rescius fut choisi comme le premier professeur de grec du nouvel établissement ; Érasme l'en complimenta, même s'il eût préféré pour cette chaire une personnalité plus illustre ; Rescius devait en tout cas la garder jusqu'à sa mort, pendant vingt-sept ans. Il fut, à ce titre, le professeur de grec d'André Vésale, dont il publia sa première œuvre, Paraphrasis in nonum librum Rhazae medici arabis clarissimi ad regem Almansorum de affectuum singularum corporis partium curatione (1ère édition à Louvain, chez Rutgerus Rescius, 1537). 
Il acquit en quelques années une grande réputation d'helléniste, à telle enseigne qu'en 1527 il se vit proposer la chaire de grec du Collège des lecteurs royaux que le roi François Ier voulait établir à Paris à l'instigation de Guillaume Budé ; il refusa sur le conseil d'Érasme.
Il se maria vers 1525, et cessa d'habiter dans les locaux du Collège, contrairement à l'usage. En 1529, Thierry Martens se retira des affaires, et Rescius décida de prendre sa succession comme libraire-imprimeur à Louvain, d'abord en association avec son étudiant Jean Sturm, ensuite, à partir de 1531, avec Barthélemy de Grave. Cette activité commerciale lui occasionna des démêlés avec les autorités du Collège. En 1536, Érasme lui-même lui reprocha d'être plus orienté sur le gain que sur l'enseignement désintéressé.
Il a produit, comme éditeur scientifique et comme imprimeur, de nombreuses éditions d'auteurs grecs païens (Homère, Platon, Xénophon, Hippocrate, Plutarque, Lucien) et de Pères de l'Église grecque (Basile de Césarée, Jean Chrysostome, et aussi le Nouveau Testament en 1534). En 1536, il édita la paraphrase grecque des Institutes de Justinien par Théophile Antecessor, ce qui provoqua un conflit avec la faculté de droit. Il a également édité plusieurs textes contemporains : un texte intitulé Victoria serenissimi Poloniæ regis contra vayevodam Moldaviæ Turcæ tributarium de Jan Dantyszek (1531);  les De ratione dicendi libri tres de Jean-Louis Vivès (1533); et plusieurs œuvres de l'humaniste portugais Damião de Góis, dont les Commentarii rerum gestarum in India citra Gangem a Lusitanis anno 1538 (1539), Fides, religio moresque Æthiopum sub imperio preciosi Johannis, quem vulgo presbyterum Johannem vocant (1540) et Hispania Damiani a Goes, equitis lusitani (1542).